# Selin Yeninci
Selin Yeninci (Smirne, 16 gennaio 1988) è un'attrice turca, nota in Italia per aver interpretato il ruolo di Saniye Taşkın nella serie Terra amara (Bir Zamanlar Çukurova).

## Biografia
Selin Yeninci è nata il 16 gennaio 1988 a Smirne (Turchia), ha un fratello che si chiama Okan Yeninci.

## Carriera
Selin Yeninci, dopo aver completato gli studi presso la scuola elementare Emlak Banks, nel 2006 si è diplomata presso il liceo Atatürk di Smirne, dove era la capo studentessa del dipartimento teatrale. Dopo il diploma ha deciso di iscriversi presso la facoltà di belle arti della Dokuz Eylul University, dove nel 2011 al termine degli studi ha conseguito la laurea. Dopo essersi laureata si è unita a Oyun Atölyesi, dove ha recitato al fianco di Haluk Bilginer negli adattamenti di Macbeth, La nuit de Valognes, ecc.
Nel 2011 ha fatto la sua prima apparizione come attrice nella serie in onda su Star TV Cennetin Sırları. Nel 2013 ha interpretato il ruolo di Pizza Seller Girl nella serie in onda su Kanal D Galip Derviş. Nel 2013 e nel 2014 ha recitato nella serie in onda su Kanal D Vicdan. Nel 2014 ha ricoperto il ruolo di Neslihan nel film Toz Ruhu diretto da Nesimi Yetik. Nello stesso anno ha interpretato il ruolo di Ebru nel film Olur Olur diretto da Kerem Çakiroglu.
Nel 2015 ha ricoperto il ruolo di Gönül nella serie in onda su Show TV Ah Neriman e ha recitato nella serie in onda su Star TV Tatlı Küçük Yalancılar. L'anno successivo, nel 2016, ha interpretato il ruolo di Nese nella serie in onda su ATV Kaçın Kurası. Nel 2017 ha ricoperto il ruolo di Melisa nella serie in onda su Show TV Yüz Yüze. L'anno successivo, nel 2018, ha interpretato il ruolo di Merve nella serie in onda su Star TV Avlu. Dal 2018 al 2022 è stata scelta per interpretare il ruolo di Saniye Taşkın nella serie in onda su ATV Terra amara (Bir Zamanlar Çukurova), insieme agli attori Hilal Altınbilek, Uğur Güneş, Murat Ünalmış, Vahide Perçin, Bülent Polat, Selin Genç e Furkan Palalı.
Nel 2020 ha interpretato il ruolo di Arzu nel film Nasipse Adayız diretto da Ercan Kesal. Nello stesso anno ha ricoperto il ruolo di Arzu nel film You Know Him diretto da Ercan Kesal. Nel 2021 ha interpretato il ruolo di Gül nella web serie di BluTV İlk ve Son. L'anno successivo, nel 2022, ha interpretato il ruolo di Zeynep nel film Kurak Günler diretto da Emin Alper. Nello stesso anno ha ricoperto il ruolo di Meryem nella serie in onda su TV8 Annenin Sırrıdır Çocuk. Nel 2023 ha interpretato il ruolo di Sergi Başkanı nella serie di GAİN Ayak İşleri.

## Filmografia

### Cinema
- Toz Ruhu, regia di Nesimi Yetik (2014)
- Olur Olur, regia di Kerem Çakiroglu (2014)
- Nasipse Adayız, regia di Ercan Kesal (2020)
- You Know Him, regia di Ercan Kesal (2020)
- Kurak Günler, regia di Emin Alper (2022)

### Televisione
- Cennetin Sırları – serie TV, 3 episodi (Star TV, 2011)
- Galip Derviş – serie TV, 1 episodio (Kanal D, 2013)
- Vicdan – serie TV, 7 episodi (Kanal D, 2013-2014)
- Ah Neriman – serie TV, 1 episodio (Show TV, 2015)
- Tatlı Küçük Yalancılar – serie TV, 3 episodi (Star TV, 2015)
- Kaçın Kurası – serie TV, 4 episodi (ATV, 2016)
- Yüz Yüze – serie TV, 1 episodio (Show TV, 2017)
- Avlu – serie TV, 2 episodi (Star TV, 2018)
- Terra amara (Bir Zamanlar Çukurova) – serie TV, 121 episodi (ATV, 2018-2022)
- Annenin Sırrıdır Çocuk – serie TV, 11 episodi (TV8, 2022)

### Web TV
- İlk ve Son – web serie, 2 episodi (BluTV, 2021)
- Ayak İşleri – web serie, 1 episodio (GAİN, 2023)

## Teatro
- Alevli Günler (2010)
- Don Juan'ın Gecesi (2011)
- Antonius ile Kleopatra (2012)
- Bezirgan (2013)
- Hipokondriyak (2017)

## Doppiatrici italiane
Nelle versioni in italiano dei suoi film e delle sue serie TV, Selin Yeninci è stata doppiata da:
- Monica Vulcano[32] in Terra amara[33]

## Riconoscimenti
- Adana Film Festival
  - 2020: Vincitrice come Miglior attrice non protagonista per Nasipse Adayız[34]
  - 2020: Vincitrice come Miglior attrice non protagonista con Seda Turkmen
- Ankara International Film Festival
  - 2022: Candidata come Miglior attrice non protagonista per il film Kurak Günler
- Turkish Film Critics Association (SIYAD) Awards
  - 2020: Vincitrice come Miglior attrice non protagonista per You Know Him
  - 2022: Candidata come Miglior attrice non protagonista per il film Kurak Günler
- Turkey Youth Awards 
  - 2020: Vincitrice come Miglior attrice televisiva non protagonista per la serie Terra amara (Bir Zamanlar Çukurova)[35]

- 53ª edizione dei premi dell'Associazione degli scrittori di cinema
  - 2020: Vincitrice come Miglior attrice non protagonista per Nasipse Adayız